# Moldavia Occidental
Moldavia (en rumano: Moldova) es una región geográfica e histórica del nordeste de Rumanía. La actual República de Moldavia formaba parte de ella hasta la anexión soviética en 1940 y su conversión en la República Socialista Soviética de Moldavia.
La Moldavia rumana está constituida por ocho distritos, con un total de 46.173 km² (el 19,5% de Rumania). La población total está estimada en 4,7 millones de habitantes (el 21,6% de la población rumana). 

## Historia
Moldavia es una de las tres regiones que dieron origen a los modernos Estados de Rumania y Moldavia. Las otras dos son Valaquia y Transilvania. Dos regiones anexadas también a Rumania son la Dobruja y el Banato. 
Conocida como Principado de Moldavia, desde el siglo XV. Su parte occidental, junto con el Principado de Valaquia, se unieron dando origen al Reino de Rumania en 1878. La parte oriental, fue ocupada por Rusia bajo el nombre de Besarabia, tomado de la antigua Dinastía de los Basarab o Basarabi. El reino de Rumania anexó Transilvania al terminar la Gran Guerra.
Esta zona, menos la franja costera que pertenece a Ucrania, se convirtió en la República de Moldavia, tras ser una de las quince repúblicas que formaban la ex Unión Soviética.

## Divisiones históricas y administrativas
Históricamente, Moldavia se divide en cinco regiones: la región de Moldavia que se encuentra actualmente en Rumania, Besarabia, Budzhak, Bucovina y Herța. De estas últimas, sólo la parte meridional de Bucovina forma parte de Rumanía. Besarabia designaba principalmente el territorio hoy ocupado por la República de Moldavia, y Budjak y la región de Herța forman hoy parte de Ucrania.
Los ocho distritos de la Moldavia rumana son: Bacău, Botoşani, Galaţi, Iași, Neamţ, Suceava, Vaslui y Vrancea.